# Oclusió dental
L'oclusió dental és el conjunt de relacions entre les dents d'un arc dental i les seves homòlogues de l'altre arc a l'hora de tancar els maxil·lars o, dit de manera més planera, la forma en la qual encaixen les dents quan es clou la boca. Hom distingeix l'oclusió estàtica, que es refereix a l'oclusió quan no hi ha moviment a la boca, de l'oclusió dinàmica, que es refereix a l'oclusió en el moment de la masticació, la parla o altres moviments de la boca. Segons les circumstàncies, la maloclusió (un mal encaix de les dents) pot ser una qüestió merament estètica o un problema greu que convé rectificar per evitar danys a les dents.